# وای‌کی‌کی
وای‌کی‌کی (انگلیسی: YKK) شرکت تولید صنعتی ژاپنی است، که در سال ۱۹۳۴ تأسیس شد. این شرکت بزرگترین تولید کننده زیپ در جهان است.